# هارون هيريرا
هارون هيريرا (بالإسبانية: Aaron Herrera)‏ (11 سبتمبر 1990 في المكسيك - ) هو ملاكم مكسيكي، صنّف ضمن فئة وزن خفيف الوسط ‏.

## إحصائيات
خاض خلال مسيرته 42 نزالا، فاز في 33 وتعادل في 1 وخسر في 8. فاز بالضربة القاضية في 22 نزالا.

## روابط خارجية
- هارون هيريرا على موقع بوكس ريك (الإنجليزية) (registration required)